# San Miguel de Cozumel
San Miguel de Cozumel (amtlich Cozumel) ist eine Stadt und ein touristisches Zentrum im mexikanischen Bundesstaat Quintana Roo.

## Geografie
Die Hafenstadt im Nordwesten der Insel Cozumel ist der Hauptort der Insel und des Municipio Cozumel, für das San Miguel bis 1993 auf dem Festland die fast zehnfache Fläche zu verwalten hatte, ehe das Municipio Solidaridad und davon das Municipio Tulum abgespaltet wurden.
Auf der gegenüberliegenden Festlandseite im Westen liegt in ca. 15 km Entfernung Playa del Carmen, der neue Hauptort des Municipio Solidaridad.

## Geschichte
Die Insel war bereits ca. 1000 nach Chr. ein Zentrum der Maya, 1518 landeten hier die Spanier und nannten den Ort Santa Cruz, Hernán Cortés folgte 1519. Die ca. 40.000 Maya, die derzeit auf der Insel lebten, wurden später durch Pocken fast vollständig ausgerottet. Bis Mitte des 19. Jahrhunderts ging die Bedeutung des Ortes zurück, ehe durch den Kastenkrieg die Maya-Zeit endgültig endete.
Seit den 1970er Jahren ist San Miguel de Cozumel Zielort touristischer Kreuzfahrten.
Im Jahr 2005 wurde Cozumel zweimal direkt von Hurrikanen getroffen. Am 18. Juli traf hier der Hurrikan Emily ebenso wie am 21. Oktober der Hurrikan Wilma auf Land.

## Verkehr
Im Norden der Stadt liegt der internationale Flughafen Cozumel. Einen kompakten Hafen gibt es in der Stadt nicht, es wurden an verschiedenen Stellen Seebrücken ins Meer gebaut, ohne den Schutz durch Molen. An dem am weitesten nördlich gelegenen Brücke von ca. 200 Metern Länge kommen die Personenfähren aus Playa del Carmen an. Unweit davon folgen zwei kleine Anlegestellen für Ausflugsboote. In Höhe des im Jahr 2000 abgeschalteten Leuchtturmes Punta Langosta liegt das internationale Kreuzfahrtterminal. Er hat eine abgewinkelte Form, an dem äußeren 290 Meter langen Teil können zwei Kreuzfahrtschiffe gleichzeitig festmachen. In Höhe des neuen Leuchtturmes San Miguel de Cozumel liegt die Seebrücke Apiqroo. Hier kommen die Autofähren aus dem Hafen Calica an. Etwa 2 Kilometer südlich der Stadt wurde ein neues Kreuzfahrtterminal gebaut. Es hat drei große Stege für bis zu sechs Kreuzfahrtschiffe. Hier können auch die größten Schiffe mit über 6.000 Passagieren anlegen.

## Veranstaltungen
Der Ironman Mexico wird in der Stadt und auf der Insel ausgetragen. Das Kreuzfahrtterminal von San Miguel war Zielort des ersten 70000 Tons-Metal-Festivals.

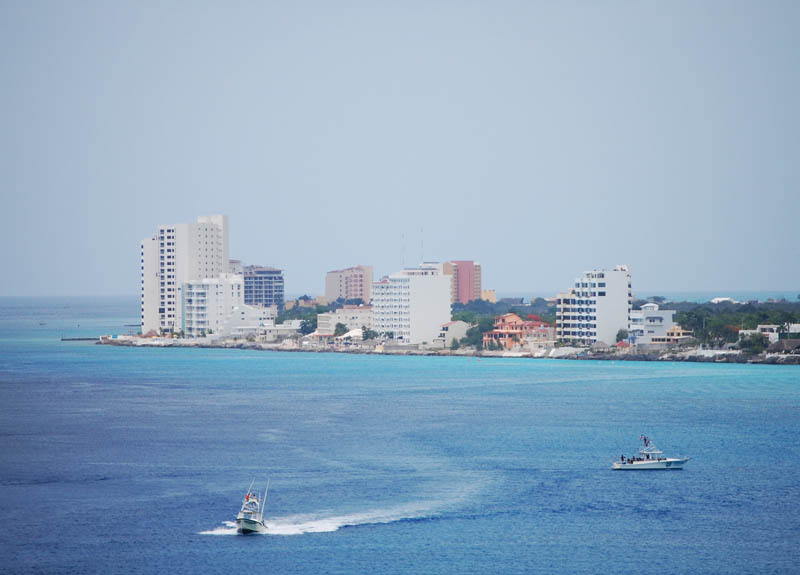
Panorama
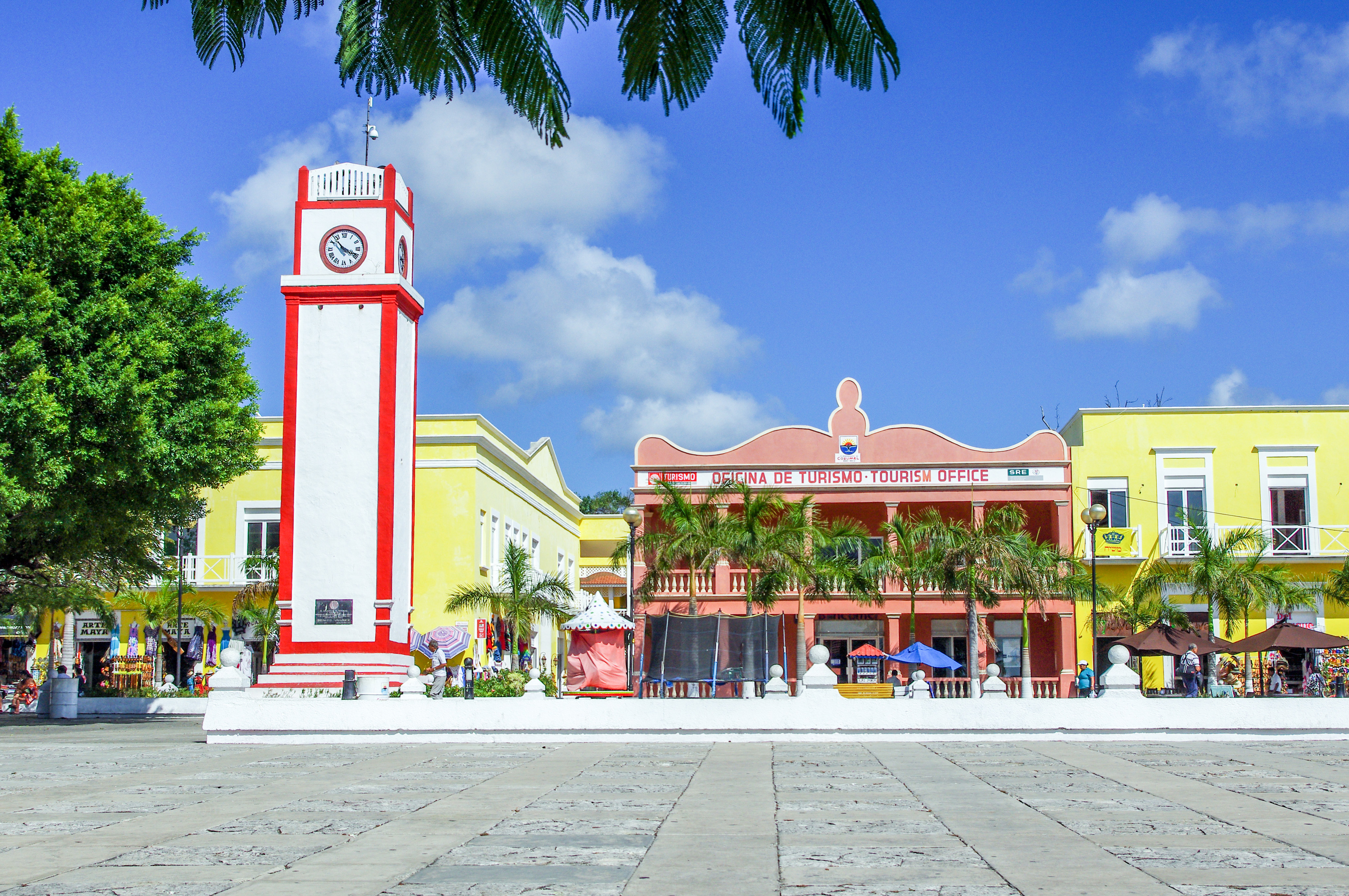
Plaza del Sol
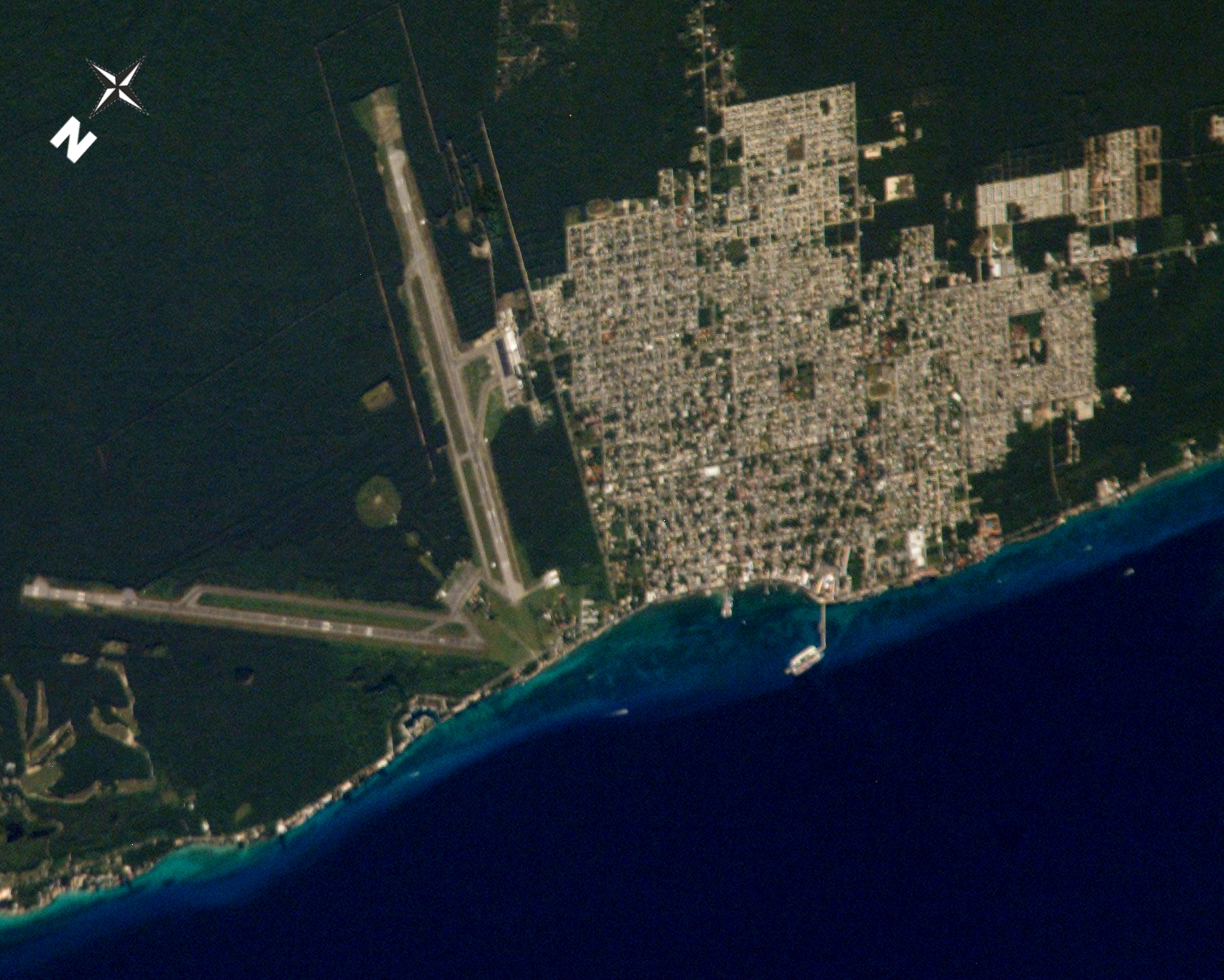
San Miguel de Cozumel